# ژانگ لوئی
ژانگ لوئی (انگلیسی: Zhang Luyi؛ زادهٔ ۷ ژوئن ۱۹۸۰) بازیگر و کارگردان چینی است. وی از سال ۲۰۰۵ میلادی تاکنون مشغول فعالیت بوده است.